# Rino Cammilleri
Rino Cammilleri (Cianciana, 2 de novembro de 1950) é um escritor e jornalista italiano.

## Biografia
Formado em Ciências Políticas em Pisa com uma tese sobre Juan Donoso Cortés, lá foi assistente de Direito Diplomático e Consular. Leccionou sociologia e disciplinas jurídico-econômicas, passando depois a dedicar-se exclusivamente à atividade de jornalista, escritor e, pontualmente, como redator disciplinar de banda desenhada e compositor.
Durante seus anos universitários, ele participou do Movimento Estudantil, depois abraçou a fé católica, que ele diz ter inspirado sua atividade literária subsequente.
Ensaísta e romancista, é também apologista cristão. Colaborou com o Il Giornale, no qual manteve a coluna "O Santo do Dia", com o Il Timone, com o jornal online La Nuova Bussola Quotidiana e com a revista Pepe.
Ele lançou dois álbuns de música alternativa: Città di Luce (1986) e I Cavalieri (1989) ambos produzidos por Edizioni Krinon; em 1995 foi lançada a coleção Rino Cammilleri produzida pela Cosmorecord de Fabio Marchignoli.
Ele é o autor de um site intitulado Antidotes.

## Publicações

### Apologética
- Consigli del diavolo custode per andare all'inferno senza strafare, Casale Monferrato, Piemme, 2000. ISBN 88-384-4869-8
- Il Kattolico, Casale Monferrato, Piemme, 2001. ISBN 88-384-6918-0
- Il vangelo secondo me, Casale Monferrato, Piemme, 2003. ISBN 88-384-6596-7
- Piccolo manuale di apologetica 1 (a cura di), Casale Monferrato, Piemme, 2004. ISBN 978-88-384-8448-3
- Il Kattolico 2, Milano, Sugarco, 2005. ISBN 88-7198-503-6.
- Piccolo manuale di apologetica 2 (a cura di), Casale Monferrato, Piemme, 2006. ISBN 88-384-7731-0
- Dio è cattolico?, Lindau, Torino, 2009. ISBN 978-88-7180-841-3
- Consigli del diavolo custode per andare all'inferno senza strafare, Udine, Edizioni Segno, 2009. ISBN 978-88-6138-566-5
- Come fu che divenni c.c.p. (cattolico, credente e praticante), Torino, Lindau, 2011. ISBN 978-88-7180-905-2
- Il Kattolico 3, Asola, Gilgamesh, 2011. ISBN 978-88-97469-08-7

### Não-ficção
- Fregati dalla scuola. Breve guida di liberazione ad uso degli studenti da affiancare al normale manuale, Effedieffe, 1997.
- I mostri della ragione. Dai Greci al Sessantotto. Viaggio tra i deliri di utopisti e rivoluzionari , Milano, Ares, 1997. ISBN 88-8155-143-8
- Storia dell'inquisizione, Roma, Tascabili economici Newton, 1997. ISBN 88-8183-885-0
- Il quadrato magico. Un mistero che dura da duemila anni, Rizzoli, 1999.
- Juan Donoso Cortes. Il Padre del Sillabo, Genova, Marietti, 1998. ISBN 88-211-6686-4
- Gli occhi di Maria (con Vittorio Messori), Mondadori, 2001.
- La vera storia dell'inquisizione, Casale Monferrato, Piemme, 2001. ISBN 88-384-4914-7
- Doveroso elogio degli italiani. Contro il vizio dell'autodenigrazione, Milano, Biblioteca Universale Rizzoli, 2001. ISBN 88-17-86504-4
- Cianciana, Marna, 2002.
- L'ombra sinistra della scuola. Memorie frustrate di un insegnante secondario, Casale Monferrato Piemme, 2002. ISBN 88-384-6505-3
- I mostri della ragione 2. Viaggio tra i deliri di utopisti e rivoluzionari (con prefazione di Vittorio Messori), Milano, Ares, 2005. ISBN 88-8155-312-0
- Il caso Galileo, Roma, Art (I quaderni del Timone), 2006. ISBN 88-7879-005-2
- Antidoti. Contro i veleni della cultura contemporanea, Torino, Lindau, 2009. ISBN 978-88-7180-853-6
- Denaro e paradiso. I cattolici e l'economia globale, con Ettore Gotti Tedeschi, Torino, Lindau, (2004) 2010. ISBN 978-88-7180-880-2
- I Conquistadores, Roma, Art (I quaderni del Timone), 2010. ISBN 88-7879-133-4
- Medjugorje, il cammino del cuore, Milano, Mondadori, 2012. ISBN 978-88-04-62104-1
- Le lacrime di Maria. Da Medjugorje a Civitavecchia, un itinerario mariano, Milano, Mondadori, 2013. ISBN 978-88-04-63074-6
- Tutti i giorni con Maria. Calendario delle apparizioni, Milano, Ares, 2020. ISBN 978-88-815-59-367

### Ficção e quadrinhos
- L'inquisitore (romanzo), Milano, San Paolo, 1998.
- Sherlock Holmes e il misterioso caso di Ippolito Nievo, Cinisello Balsamo, San Paolo, 2000. ISBN 88-215-4280-7.
- Pippo di Walt Disney, Milano, Biblioteca Universale Rizzoli, 2001. ISBN 88-17-86635-0.
- I delitti della stanza chiusa, Casale Monferrato, Piemme, 2004. ISBN 88-384-8378-7.
- Immortale Odium, Rizzoli, Milano, 2007. ISBN 978-88-17-01511-0.
- Gli sconfitti (idea originale), Milano , ReNoir COMICS, 2007.
- Il crocifisso del samurai, Milano, Rizzoli, 2009. ISBN 978-88-17-03037-3.

### Hagiografia
- I santi militari, Casale Monferrato, Piemme, 1992. ISBN 88-384-1810-1.
- Guglielmo Giuseppe Chaminade. Un prete tra due rivoluzioni, Casale Monferrato, Piemme, 1993.
- Ufficiale e sacerdote. Il servo di Dio Felice Prinetti O.M.V., Cinisello Balsamo, San Paolo, 1994. ISBN 88-215-2813-8.
- San Gennaro. Come ha fatto un martire semisconosciuto del III-IV secolo a diventare famoso in tutto il mondo, Casale Monferrato, Piemme, 1996. ISBN 88-384-2623-6.
- Santi dimenticati, Casale Monferrato, Piemme, 1996. ISBN 88-384-2564-7.
- Vita di padre Pio, Casale Monferrato, Piemme, 1998. ISBN 88-384-4354-8.
- Il grande libro dei Santi Protettori, Casale Monferrato, Piemme, 1998.
- Fra Riccardo Pampuri, santo e medico condotto, Milano, Mondadori, 1998. ISBN 88-04-42510-5.
- I santi di Milano, Milano, Rizzoli, 2000. ISBN 88-17-86330-0.
- Un santo al giorno. Aneddoti, curiosità, notizie, Casale Monferrato, Piemme, 2001. ISBN 88-384-6928-8.
- Io e il diavolo. Il romanzo di Sant'Antonio di Padova, Torino, Lindau, (2002) 2013.
- I santi militari (ed. riveduta e ampliata), Villazzano, Estrella de Oriente, 2003.
- Il dottor Carità. Vita di san Riccardo Pampuri, Casale Monferrato, Piemme, 2007. ISBN 88-87037-07-8.

## Discografia
- 1986 – Città di luce (Edizioni Krinon)
- 1989 – I cavalieri (Edizioni Krinon)

### Coleções
- 1995 – Rino Cammilleri (Cosmorecord)